# Эстрём, Робин
Ро́бин Даль Э́стрём (норв. Robin Dahl Østrøm; род. 9 августа 2002, Копенгаген, Дания) — норвежский футболист, защитник клуба «Силькеборг».
Эстрём родился в Дании в семье норвежца и угандийки.

## Клубная карьера
Эстрём — воспитанник клубов «Тарнби», Б-93 и «Оденсе». 7 июня 2020 года в матче против «Эсбьерга» он дебютировал в датской Суперлиге в составе последних. 23 августа 2022 года подписал четырехлетний контракт с клубом «Силькеборг». 11 августа дебютировал в матче против «Орхус».   

## Статистика
| Выступление      | Выступление      | Выступление      | Лига | Лига | Кубок | Кубок | Еврокубки | Еврокубки | Итого | Итого |
| Клуб             | Лига             | Сезон            | Игры | Голы | Игры  | Голы  | Игры      | Голы      | Игры  | Голы  |
| ---------------- | ---------------- | ---------------- | ---- | ---- | ----- | ----- | --------- | --------- | ----- | ----- |
| Оденсе           | Суперлига        | 2019/20          | 6    | 0    | —     | —     | —         | —         | 6     | 0     |
| Оденсе           | Суперлига        | 2020/21          | 12   | 0    | 3     | 0     | —         | —         | 15    | 0     |
| Оденсе           | Суперлига        | 2021/22          | 11   | 0    | 4     | 0     | —         | —         | 15    | 0     |
| Оденсе           | Суперлига        | 2022/23          | 1    | 1    | —     | —     | —         | —         | 1     | 1     |
| Оденсе           | Итого            | Итого            | 30   | 1    | 7     | 0     | —         | —         | 37    | 1     |
| Силькеборг       | Суперлига        | 2022/23          | 11   | 0    | 6     | 0     | 2         | 0         | 19    | 0     |
| Силькеборг       | Итого            | Итого            | 11   | 0    | 6     | 0     | 2         | 0         | 19    | 0     |
| Всего за карьеру | Всего за карьеру | Всего за карьеру | 41   | 1    | 13    | 0     | 2         | 0         | 56    | 1     |